# ジョアン・ガブリエウ・マルチンス・ペグロウ
ジョアン・ペグロウ（João Peglow）またはペグロウ（Peglow）ことジョアン・ガブリエウ・マルチンス・ペグロウ（ポルトガル語: João Gabriel Martins Peglow、2002年1月7日 - ）は、ブラジルのサッカー選手。ポジションはFW。

## クラブ歴
ポルトアレグレ生まれ。2011年、9歳でSCインテルナシオナルの下部組織に加入。2018年4月に16歳でプロ契約を締結した。
2019年10月にU-17代表での活躍によって、翌シーズンからのトップチーム昇格が発表され、契約期間も2020年1月1日までだったものの、2023年12月末までに延長された。2020年7月25日に行われたカンピオナート・ガウショでマルコス・ギリェルミに代わって途中出場し選手初出場を記録した。
2024年3月19日、ラドミアク・ラドムに移籍した。
2024年12月16日、D.C. ユナイテッドへの移籍が発表された。

## 代表歴
2018年にU-16代表としてモンテギュー国際大会に参加、4試合3得点を記録した。U-17代表では主力として活躍し、17試合7得点で、2019 南米U-17選手権、2019 FIFA U-17ワールドカップの両方に参加した。